# Euparthenos nubilis
Euparthenos nubilis là một loài bướm đêm trong họ Erebidae.